# Ziad Samir Jarrah
Ziad Samir Jarrah (Mazraa, 11 de maio de 1975 — Shanksville, 11 de setembro de 2001) era o piloto do voo 93 da United Airlines, utilizado em um dos ataques de 11 de setembro. Acredita-se que o libanês tenha tentado pilotar a aeronave, cujo destino deveria ser o prédio do Capitólio dos Estados Unidos, em Washington, DC. O avião acabou caindo em função de uma luta entre passageiros e sequestradores, sem atingir o suposto alvo.